# Djaouro Koumbo
Djaouro Koumbo est un village du Cameroun situé dans le département du Djérem et la région de l'Adamaoua. Il fait partie de la commune de Tibati.

## Population
Lors du recensement de 2005, le village était habité par 481 personnes, 236 de sexe masculin et 245 de sexe féminin.